# Öppet hav
Öppet hav är en roman av den svenska författarinnan Annika Thor. Utgiven på Bonnier Carlséns förlag 1999.

## Handling
Boken är den fjärde och sista i en serie som handlar om de judiska systrarna Steffi och Nelli som under andra världskriget kommer som flyktingar till en ö i den bohuslänska skärgården. De tidigare delarna heter En ö i havet, Näckrosdammen och Havets djup. Fredsdagen i maj 1945: Göteborg jublar och Steffi och Maj går med i den sjungande folkmassan. Men Steffi har svårt att riktigt dela glädjen. Det var längesedan hon hörde av sin pappa och hon är smärtsamt medveten om att tiden redan har runnit ut för väldigt många judar, för dem kom freden för sent. Samtidigt är hon jublande ung, hon klarar sin studentexamen med glans och hon möter Sven igen. De inleder ett intensivt kärleksförhållande. Tillsammans med Judith lämnar Steffi in efterlysningar på sin pappa och de cyklar till Uddevalla för att söka bland de före detta koncentrationslägerfångar som kommit med de vita bussarna. Hon får av en gammal man veta att pappa troligen är död, men på något vis blir det bara en bekräftelse på vad hon redan vet. Nelli är kvar på ön. Hon går ut folkskolan och tillbringar en del av sitt sista sommarlov med att sitta modell för en kvinnlig konstnär som hyr hos tant Alma. Av en händelse får hon veta att hon kanske inte kommer att få stanna hos tant Alma nu när kriget är slut. Det blir en chock för Nelli och hon revolterar så gott hon kan. Kärlekshistorien med Sven får ett brått slut, pappa är troligen död och Steffi vet inte hur hon ska kunna tjäna ihop till att kunna fortsätta sina studier på läkarlinjen. Då kommer ett kort från pappa! Han är vid liv, i Wien! De bestämmer sig för att börja ett nytt liv tillsammans i USA, och berättelsen om systrarna Steiner slutar med att de kliver ombord fartyget som ska ta dem via England, där pappa väntar, till USA.

## De övriga böckerna i serien
- 1996 - En ö i havet
- 1997 - Näckrosdammen
- 1998 - Havets djup
- 1999 - Öppet hav